# San Diego Film Critics Society Award per la migliore attrice

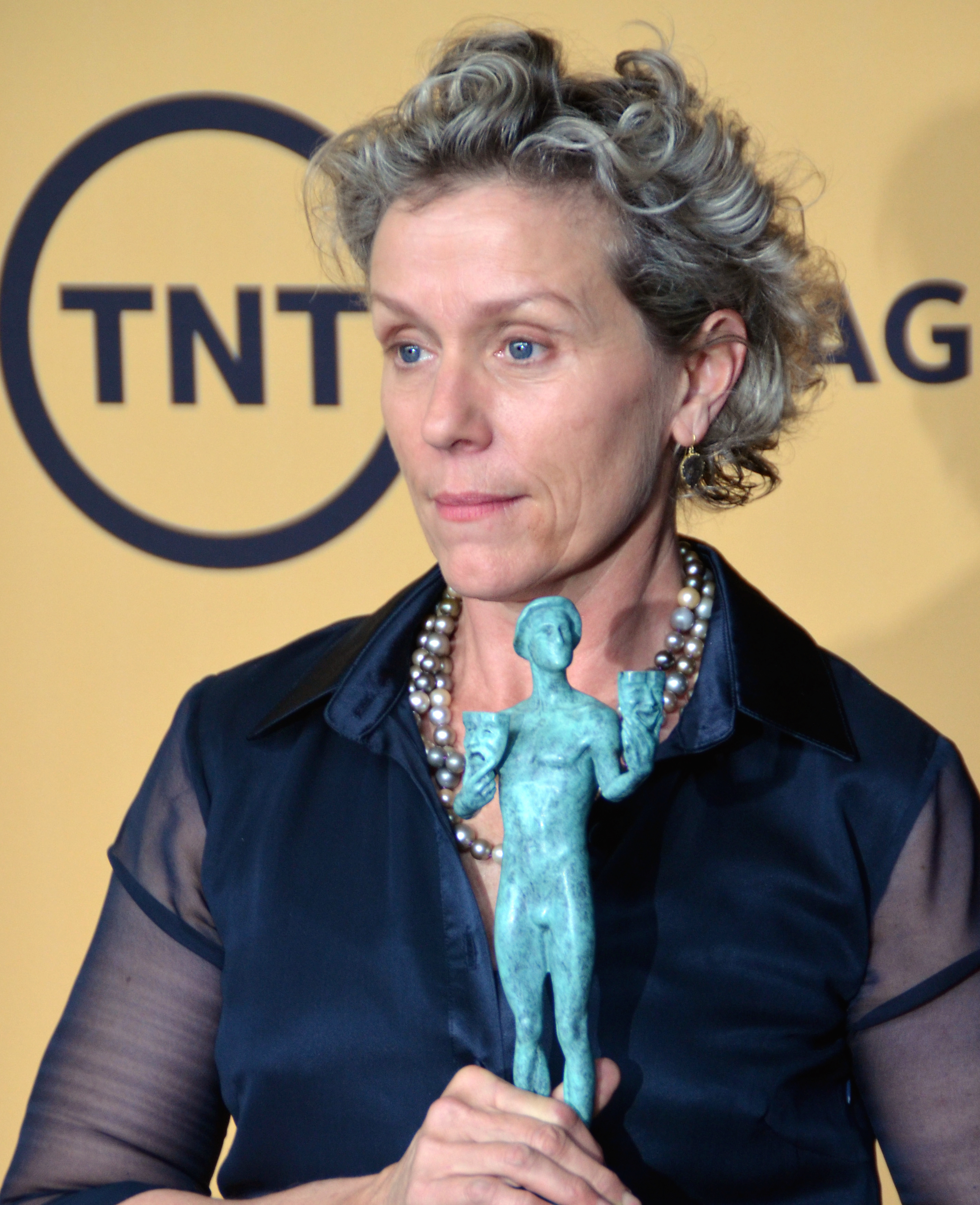
Frances McDormand è stata la prima vincitrice del premio per la sua interpretazione in Fargo

Il San Diego Film Critics Society Award per la migliore attrice (San Diego Film Critics Society Award for Best Actress) è un premio assegnato nell'ambito del San Diego Film Critics Society Awards dal 1996 alla migliore attrice in una pellicola cinematografica.

## Vincitori e candidati
I vincitori sono indicati in grassetto, a seguire gli altri candidati.

### Anni 1990-1999
- 1996 - Frances McDormand – Fargo
- 1997 - Bai Ling – L'angolo rosso - Colpevole fino a prova contraria (Red Corner)
- 1998 - Susan Sarandon – Nemiche amiche (Stepmom)
- 1999 - Annette Bening – American Beauty
  - Reese Witherspoon – Election

### Anni 2000-2009
- 2000 - Laura Linney – Conta su di me (You Can Count on Me)(ex aequo) Julia Roberts – Erin Brockovich - Forte come la verità (Erin Brockovich)
  - Renée Zellweger – Betty Love
- 2001 - Thora Birch – Ghost World
  - Cate Blanchett – Charlotte Gray
- 2002 - Julianne Moore – Lontano dal paradiso (Far from Heaven)
  - Maggie Gyllenhaal – Secretary
- 2003 - Naomi Watts – 21 grammi (21 Grams)
- 2004 - Imelda Staunton – Il segreto di Vera Drake (Vera Drake)
- 2005 - Joan Allen – Litigi d'amore (The Upside of Anger)
- 2006 - Helen Mirren – The Queen - La regina (The Queen)
- 2007 - Julie Christie – Away from Her - Lontano da lei (Away from Her)
  - Ellen Page – Juno
- 2008 - Kate Winslet - The Reader - A voce alta (The Reader)
- 2009 - Michelle Monaghan – Trucker
  - Sandra Bullock – The Blind Side
  - Abbie Cornish – Bright Star
  - Carey Mulligan – An Education
  - Meryl Streep – Julie & Julia

### Anni 2010-2019
- 2010 - Jennifer Lawrence – Un gelido inverno (Winter's Bone)
  - Carey Mulligan – Non lasciarmi (Never Let Me Go)
  - Natalie Portman – Il cigno nero (Black Swan)
  - Tilda Swinton – Io sono l'amore
  - Michelle Williams – Blue Valentine
- 2011 - Brit Marling – Another Earth
  - Viola Davis – The Help
  - Elizabeth Olsen – La fuga di Martha (Martha Marcy May Marlene)
  - Tilda Swinton – ...e ora parliamo di Kevin (We Need to Talk About Kevin)
  - Michelle Williams – Marilyn (My Week with Marilyn)
- 2012 - Michelle Williams – Take This Waltz
  - Jessica Chastain – Zero Dark Thirty
  - Helen Hunt – The Sessions - Gli incontri (The Sessions)
  - Jennifer Lawrence – Il lato positivo - Silver Linings Playbook (Silver Linings Playbook)
  - Naomi Watts – The Impossible
- 2013 - Cate Blanchett – Blue Jasmine
  - Adèle Exarchopoulos – La vita di Adele (La Vie d'Adèle - Chapitres 1 & 2)
  - Brie Larson – Short Term 12
  - Emma Thompson – Saving Mr. Banks
  - Sandra Bullock – Gravity
- 2014 - Marion Cotillard - Due giorni, una notte (Deux jours, une nuit)
  - Felicity Jones - La teoria del tutto (The Theory of Everything)
  - Rosamund Pike - L'amore bugiardo - Gone Girl (Gone Girl)
  - Hilary Swank - The Homesman
  - Mia Wasikowska - Tracks - Attraverso il deserto (Tracks)
- 2015 - Brie Larson – Room
  - Charlotte Rampling – 45 anni (45 Years)
  - Saoirse Ronan – Brooklyn
  - Charlize Theron – Mad Max: Fury Road
  - Alicia Vikander – Ex Machina
- 2016 - Sônia Braga – Aquarius
  - Annette Bening – Le donne della mia vita (20th Century Women)
  - Ruth Negga – Loving
  - Natalie Portman – Jackie
  - Emma Stone – La La Land
- 2017 - Sally Hawkins - Maudie - Una vita a colori (Maudie)
  - Sally Hawkins - La forma dell'acqua - The Shape of Water (The Shape of Water)
  - Frances McDormand - Tre manifesti a Ebbing, Missouri (Three Billboards Outside Ebbing, Missouri)
  - Margot Robbie - Tonya (I, Tonya)
  - Saoirse Ronan - Lady Bird
- 2018 - Glenn Close - The Wife - Vivere nell'ombra (The Wife)
  - Elsie Fisher - Eighth Grade - Terza media (Eighth Grade)
  - Lady Gaga - A Star Is Born
  - Melissa McCarthy - Copia originale (Can You Ever Forgive Me?)
  - Carey Mulligan - Wildlife
- 2019: - Lupita Nyong'o - Noi (Us)
  - Awkwafina - The Farewell - Una bugia buona (The Farewell)
  - Scarlett Johansson - Storia di un matrimonio (Marriage Story)
  - Saoirse Ronan - Piccole donne (Little Women)
  - Renée Zellweger - Judy

### Anni 2020-2029
- 2020: - Carey Mulligan - Una donna promettente (Promising Young Woman)
  - Viola Davis - Ma Rainey's Black Bottom
  - Vanessa Kirby - Pieces of a Woman
  - Frances McDormand - Nomadland
  - Aubrey Plaza - Black Bear
- 2021: - Caitríona Balfe - Belfast (ex aequo) Penélope Cruz - Madres paralelas
  - Olivia Colman - La figlia oscura (The Lost Daughter)
  - Emilia Jones - CODA - I segni del cuore (CODA)
  - Kristen Stewart - Spencer
- 2022: - Danielle Deadwyler - Till - Il coraggio di una madre (Till)
  - Cate Blanchett - Tár
  - Regina Hall - Honk for Jesus - Save Your Soul
  - Michelle Williams - The Fabelmans
  - Michelle Yeoh - Everything Everywhere All at Once
- 2023: - Lily Gladstone - Killers of the Flower Moon
  - Sandra Hüller - Anatomia di una caduta (Anatomie d'une chute)
  - Abby Ryder Fortson - Ci sei Dio? Sono io, Margaret (Are You There, God? It's Me, Margaret)
  - Margot Robbie - Barbie
  - Emma Stone - Povere creature! (Poor Things)
- 2024: - Marianne Jean-Baptiste - Hard Truths
  - Amy Adams - Nightbitch. Bestia di notte (Nightbitch)
  - Demi Moore - The Substance
  - Cynthia Erivo - Wicked
  - Mikey Madison - Anora